# 埃赫-布尔汗
埃赫-布尔汗（Ekhe-Burkhan），名字的意思是“神母”，是布里亚特神话中的“从神之母”、创世主。

## 传说
最初，埃赫-布尔汗生活在黑暗、混沌之中。她决心开天辟地，便制造了一只野鸭，命令它潜入水下，衔出水底泥土来。她用这些泥土塑造了地母乌利根（Uligen），然后在大地上创造了植物和动物。她与太阳结合，受孕生下了善良的曼赞·古尔麦（Mandzan Gurme）。后来，曼赞·古尔麦又生下了所有西方坚格里（Tengri），埃赫-布尔汗同月亮结合，受孕生下了凶恶的玛亚斯·哈拉（Mayas Khard）。后来，玛亚斯·哈拉又生下了所有东方坚格里。
由于埃赫-布尔灶具的关怀，大地上出现了第一批人。在日落的地方，她创造了女性；在日出的地方，她创造了男性。男女双方相遇、结合，于是生下了最初的男人帕汉格（此名来源于西藏神话中的玛桑格）和最初的女人图亚（意为“光芒”）。